# 南京站 (地铁)
南京站（原名南京站站）是南京地铁1号线和3号线的换乘车站，位于国铁南京站地下。车站于2005年8月12日启用，是南京地铁客流第三大的车站，仅次于新街口站和南京南站，是南京市第二大的交通枢纽。

## 車站構造
南京站由1号线、3号线两个相对独立的部分组成，两部分相互垂直，由换乘通道连接。换乘通道连接1号线北站厅和3号线站厅，中央被栏杆隔开以统一换乘客流走向，整个换乘通道步行需时大致约3分钟。

### 楼层分布
| 地面                        | 出入口                                          | 南京站南广场                                   |  |
| 地面                        | 出入口                                          | 南京站北广场                                   |  |
| 地下一層                    | 一号线站厅（南）                                | 自动售票机、金陵通服務客服中心                 |  |
| 地下一層                    | 一号线站厅（北）                                | 换乘通道出入口、自动售票机、金陵通服務客服中心 |  |
| 地下一層                    | 换乘通道                                        |                                                |  |
| 地下一層                    | 三号线站廳                                      | 换乘通道出入口、自动售票机、金陵通服務客服中心 |  |
| 地下二層 车站南侧           |                                                 | █ 1号线列车往八卦洲大桥南方向 （红山动物园站） |  |
| 地下二層 车站南侧           | 島式月台，左邊車門將會開啟                      |                                                |  |
| 地下二層 车站南侧           | █ 1号线列车往中國藥科大學方向 （新模范马路站）  |                                                |  |
| 地下三層                    | 设备层（北）/ 换乘层                            | 车站设备 / █ 3号线林场方向、秣周东路方向换乘   |  |
| 东半 地下四層 车站北侧 西半 |                                                 | █ 9号线预留股道                                |  |
| 东半 地下四層 车站北侧 西半 | 島式月台，左邊車門將會開啟                      |                                                |  |
| 东半 地下四層 车站北侧 西半 | █ 3号线列车往林场方向 （小市）                  |                                                |  |
| 东半 地下四層 车站北侧 西半 | █ 3号线列车往秣周东路方向 （南京林业大学·新庄） |                                                |  |
| 东半 地下四層 车站北侧 西半 | 島式月台，左邊車門將會開啟                      |                                                |  |
| 东半 地下四層 车站北侧 西半 | █ 9号线预留股道                                 |                                                |  |

### 1号线部分
1号线站台位於南京火車站站房地下呈南北向，与国铁南京站站场垂直。地下一层为站厅层，由于车站下穿南京站普速场，1号线站厅分为南北两个独立站厅，采用明挖法施工，总建筑面积为12930平方米，设有5个出入口，分别通向红山南路、南京站及龍蟠路，于2005年8月12日啟用。2014年6月28日，1号线北站厅重新开放，与南京火车站北广场、小红山客运站对接，北站厅设有换乘通道连接3号线部分。
站台位于地下二层，设有一个分离式月台，供南京地铁1号线列车停靠。站台间设有2条连接通道。站厅设有南北两组楼梯通往南北两个站厅，换乘需从北侧的楼梯进入北站厅和换乘通道。

### 3号线部分
3号线站台位于南京火车站北广场地下，总建筑面积为47280平方米，深29.8米，是江苏省内最深的地铁车站。3号线地下一层为站厅层，地下三层为设备层，地下四层为站台层，设两个岛式站台，目前使用中间两条股道，形成侧式站台。未来计划在3号线的两个站台站台另一边分别接入9号线的两个方向，且现在9号线部分站台由假墙遮住。3号线南京站设有7个出入口，通向南京火车站北广场、黄家圩等方向。

## 出口
| 出口編號  | 照片 | 建議前往的目的地         |
| --------- | ---- | ------------------------ |
| 出口 · 1L |      | 南京火车站南广场         |
| 出口 · 2L |      | 黄家圩、南京火车站北广场 |
| 出口 · 3L |      | 曹后村、南京汽车客运站   |
| 出口 · 4L |      | 南京火车站南广场         |
| 出口 · 7L |      | 铁路进站口（北）         |
| 出口 · 8L |      | 南京汽车客运站           |
| 出口 · 9L |      | 出租车站                 |

## 车站艺术
1号线南京站于2014年11月26日被中共南京市委宣传部、南京市文明办和南京地铁集团命名为“美德车站”，借此希望社会能够对美德善行的关注、感悟和参与。同时，1号线北站厅设有一面艺术墙，名为《金陵揽胜》。
3号线站厅设有一面艺术墙，为贴合3号线《红楼梦》的主题，选取“元春省亲”的情节，由金延林主创。
- 一号线北站厅艺术墙《金陵揽胜》
- 一号线内美德车站标签
- 三号线站厅艺术墙《元春省亲》

## 周边
- 南京站
- 玄武湖公園

## 未来发展
南京地铁9号线也将通过本站，与南京地铁3号线同站台换乘。